# Plataea lessaria
Plataea lessaria är en fjärilsart som beskrevs av Richard F. Pearsall 1907. Plataea lessaria ingår i släktet Plataea och familjen mätare. Inga underarter finns listade i Catalogue of Life.